# Pekka Himanen
Pekka Himanen (* 19. října 1973 Helsinky) je finský filozof, jehož výzkum se zaměřuje na dopady moderních komunikačních technologií na lidské myšlení a chování.
Od dvanácti let se zabývá programováním, je absolventem střední školy ve Viikki. Pak vystudoval filozofii a informatiku na Helsinské univerzitě, kde v roce 1994 obhájil dizertační práci o náboženském myšlení Bertranda Russella. Ve dvaceti letech se stal nejmladším držitelem doktorského titulu ve finské historii. Jeho školitelem byl Esa Saarinen.
Ve studiu pokračoval na Stanfordově univerzitě a na Kalifornské univerzitě v Berkeley, účastnil se výzkumných projektů v Číně a Indii. V letech 2005–2006 přednášel na Oxford Internet Institute, v letech 2008–2014 působil na Aaltově univerzitě. Světové ekonomické fórum mu udělilo cenu pro budoucí globální lídry. Spolu s norským princem Haakonem a Johnem Hope Bryantem založil nevládní organizaci Mezinárodní fórum pro lidskou důstojnost. Premiér Matti Vanhanen ho pověřil vypracováním expertízy pro další rozvoj finské společnosti, jejíž obsah byl však v parlamentu kritizován jako příliš vágní.
Napsal knihu HimEros, která je adaptací sókratovských dialogů na podmínky konce dvacátého století. Celosvětový ohlas mělo jeho dílo Hackerská etika a duch informačního věku, v němž proti protestantské pracovní etice charakteristické pro průmyslovou éru staví nové myšlení postindustriální společnosti založené na komunitarismu. Poukázal na Linusův zákon a předložil vizi dynamického propojení spontánně kreativních jedinců, které povede k urychlení civilizačního rozvoje. Podle Himanena je nutno odlišovat hackery, jejichž činnost je v dlouhodobém horizontu konstruktivní, od crackerů, kteří jsou vedeni zištnými a protispolečenskými úmysly. Spolu s Manuelem Castellsem vydal také knihu Informační společnost a stát blahobytu, v níž postulovali nutnost inovací a kreativity pro udržení konkurenceschopné ekonomiky, přičemž Finsko s kvalitním školstvím a vysokou mírou sociální soudržnosti podle nich představuje perspektivní model.
Filozof Mikko Lahtinen označil Himanenovy texty za povrchní a ignorující podstatu společenských rozporů. Anu Silfverberg a Johanna Vehkoo z webu Long Play publikovali zjištění, že Himanen neoprávněně užíval profesorský titul a porušoval pravidla pro udělování grantů.